# ルーカス男爵
ルーカス男爵（英: Baron Lucas）は、複雑な歴史と経緯を持つイギリスの男爵、貴族。イングランド貴族爵位。
有史以来2度創設されており、いずれもイングランド貴族としての叙爵である。現在はパーマー家が保持しており、1905年以降はロード・オブ・パーラメント、ディンゴール卿（Lord Dingwall,1609年創設のスコットランド貴族爵位）も併せ持っている。 

## 歴史

### ルーカス家(第1期)
王党派の軍人ジョン・ルーカス(1606-1671)は、1645年1月13日にイングランド貴族としてエセックス州におけるシェンフィールドのルーカス男爵(Baron Lucas, of Shenfield in the County of Essex)に叙された。 
彼は一人娘メアリーを儲けたが男子はなかった。ただし男爵位には残余権が付されており、初代男爵の子孫に加えて、その兄弟の男子への承継を認めていたため、甥にあたるチャールズ(1631-1688)が2代男爵位を相続した。 
さらに2代男爵の兄弟ロバート(1649頃-1705)が爵位を承継した。彼は後年ロンドン塔代や第34歩兵連隊長を務めたが、同人の死により爵位は廃絶となった。

### グレイ家以降(第2期)

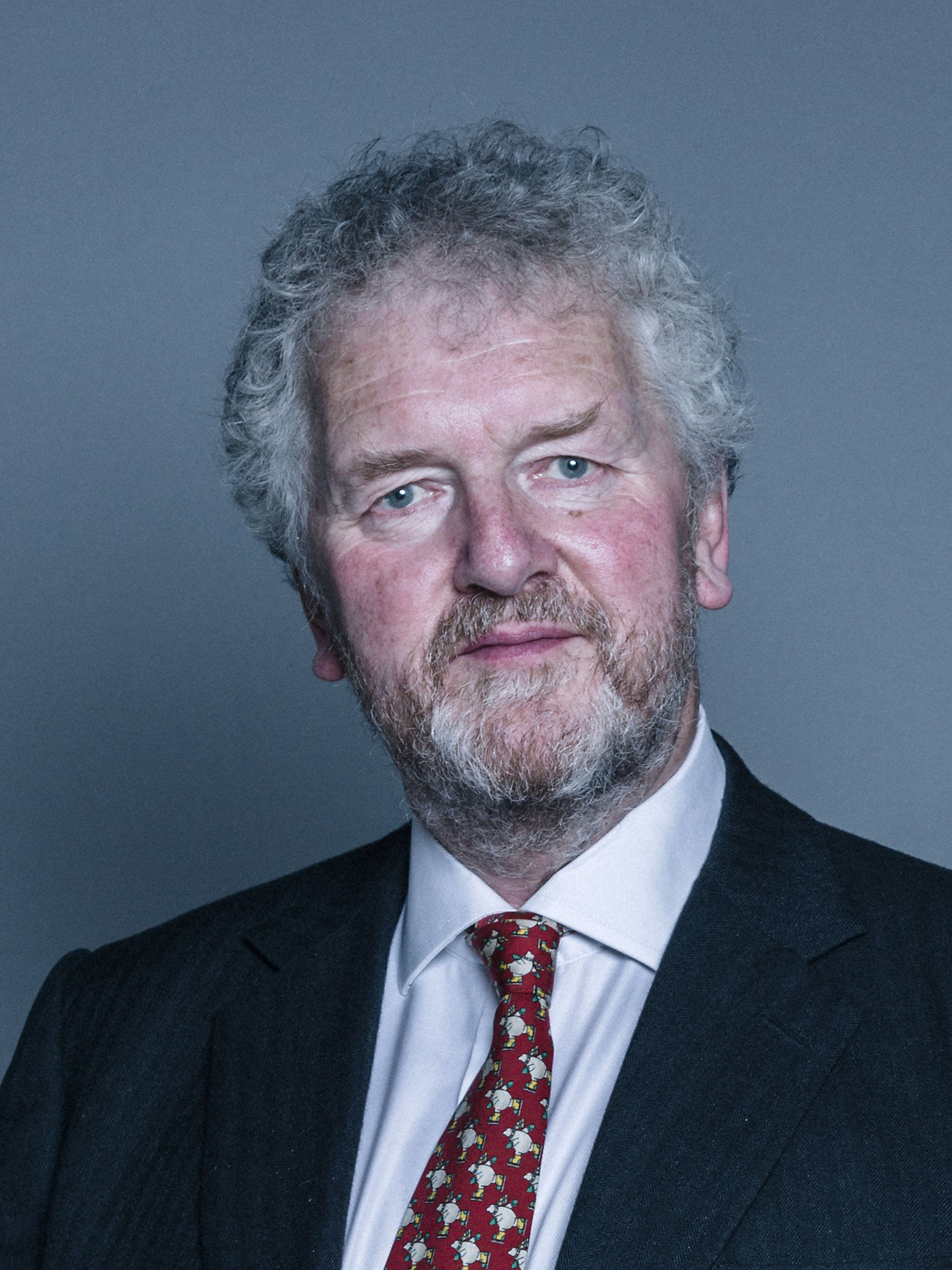
現当主である第12代男爵ラルフ・パーマー。

現存するルーカス男爵は、1671年に没した初代ルーカス男爵ジョン・ルーカスの娘メアリー・ルーカス(?-1702)に与えられたものである。彼女は1663年に第11代ケント伯爵アンソニー・グレイ(1645-1702)と結婚し、同年の5月7日にウィルトシャー州クラッドウェルのルーカス女男爵(Baroness Lucas, of Crudwell in the County of Wiltshire)に叙された。ルーカス男爵位は女系子孫も承継できるが、姉妹間の優劣について、姉の家系を優先させる特別継承権が付された珍しい事例である。

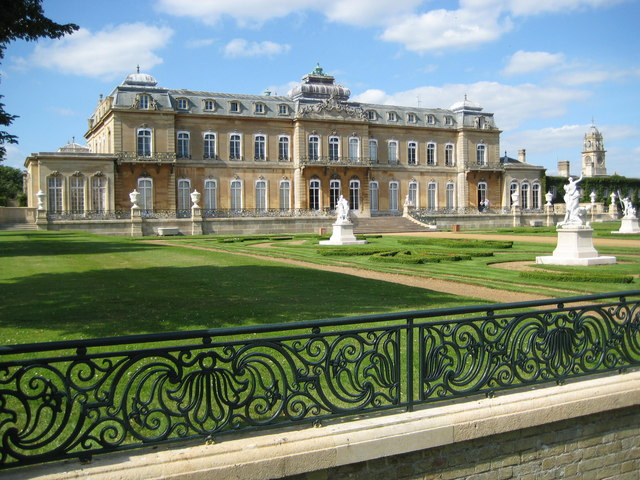
ベッドフォードシャーのレスト・パークにあるルーカス男爵家の旧邸宅

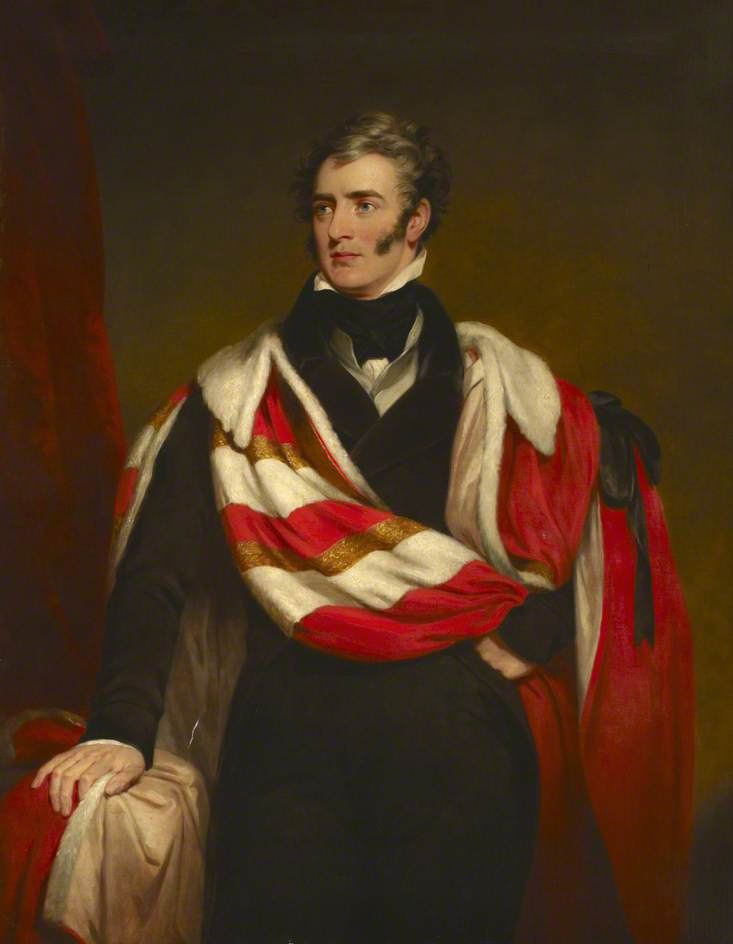
第2代ド・グレイ伯爵トマス
第6代ルーカス男爵である彼はピール政権下でアイルランド総督を務めた。

1702年に初代女男爵が没したため、彼女の息子（第12代ケント伯爵ヘンリー・グレイ(1671-1740)）が2代男爵となった。
ヘンリーは1706年11月14日にグレートブリテン貴族としてケント侯爵(Marquess of Kent)、ハロルド伯爵(Earl of Harold)及びヘレフォード州ゴドリッチ城のゴドリッチ子爵(Viscount Goderich, of Goderich Castle in the County of Hereford)に叙された。ついで1710年4月28日には、グレートブリテン貴族としてケント公爵(Duke of Kent)に陛爵した。
1718年にヘンリーの息子アンソニー・グレイ(1695-1723)は、繰上勅書による議会招集を受けて、存命の父よりルーカス男爵位を承継して3代男爵となった。しかし彼は1723年に急逝したため父の爵位を相続できず、男爵位も再びヘンリーの元に戻った。そこで1740年に、ヘンリーの孫娘ジェマイマ・グレイ(1722-1797)も継承者に加えたグレイ侯爵(Marquess Grey)が授与された。ヘンリーが同年6月に亡くなると、ケント公爵を含む多くの爵位は廃絶、グレイ侯爵位とルーカス男爵位のみジェマイマに相続された。
第4代女男爵ジェマイマは1740年に第2代ハードウィック伯爵フィリップ・ヨーク(1720-1790)と結婚し、アマベルとメアリーの姉妹を儲けた。男子がいなかったためグレイ侯爵位は廃絶したが、ルーカス男爵位は長女アマベル(1751-1833)が承継した。なお、彼女は1816年にベッドフォードシャー州におけるレストのド・グレイ女伯爵(Countess de Grey, of Wrest in the County of Bedford)に叙されている。
第5代女男爵アマベルには子供がなかったため、ルーカス男爵位は妹メアリー(1757–1830)が相続し、ド・グレイ伯爵位はメアリーの長男トマス・フィリップ・ド・グレイが継いだ。その後メアリーが死去すると第2代ド・グレイ伯爵トマスが男爵位をついだ。
6代男爵トマスはトーリー党の政治家として活動し、1841年から1844年にかけてアイルランド総督を務めた。その在任時にジャガイモ飢饉が発生した際には、英国の利益ではなくアイルランドに焦点を当てた救済立法を政府に要望した。
晩年の彼には子供がいなかったため男系継承しかできないド・グレイ伯爵位は甥のジョージ・ロビンソンへ、女系継承可能なルーカス男爵位はトマスの娘アンへそれぞれ相続された。(→以降の歴史はド・グレイ伯爵を参照)
7代女男爵アンはクーパー伯爵家に嫁いだため、それに伴って爵位もクーパー家に移った。アンの死後はその長男である第7代クーパー伯爵フランシス・クーパー(1834–1905)が8代男爵となった。彼は男爵位を継ぐ以前に、自身がオーモンド・オソーリィ伯爵バトラー家の女系子孫であるため、バトラー家がかつて保持した特定の爵位について回復の請願(claim)を行った。その結果、彼はハートフォード州ムーアパークにおけるムーアパークのバトラー男爵(Baron Butler of Moore Park, of Moore Park in the County of Hertford)とディンゴール卿(Lord Dingwall)の2つの爵位を取り戻していた。 (→以前のディンゴール卿の歴史はディンゴール卿参照)
8代男爵は自由党の政治家として活動し、グラッドストン政権下では儀仗衛士隊隊長と貴族院院内幹事を兼任した。
その後フランシスが嗣子なく没した際にクーパー伯爵位は廃絶、バトラー男爵は姉妹間の優劣がつかず停止となった。(→以前のクーパー家の歴史はクーパー伯爵を参照)(→バトラー男爵も参照)
一方でルーカス男爵位とディンゴール卿位は彼の甥にあたるオベロン・ハーバート(1876–1916)が相続した。この継承は1907年に貴族院特権委員会によって追認され、同年に彼は貴族院に議席を得ている。
しかし9代男爵オベロンにも子がいなかったため、ルーカス男爵とディンゴール卿は彼の妹ナン(1880–1958)が相続した。
ナンは教育者として知られていたほか、先祖アマベル・ヒューム=キャンベルの銅板画コレクション約4000点を大英博物館に寄贈した。
また彼女には娘が2人いたため、長女アン(1919–1991)が11代女男爵となった。
11代女男爵アンは、セルボーン伯爵家のヤンガーソン（ロバート・パーマー、第3代セルボーン伯爵の三男）と結婚したため、以降の彼女の男子はセルボーン伯爵位の継承権を持つ。
その息子ラルフ(1951-)が男爵家現当主であり、彼は1999年貴族院法制定以降も貴族院に籍を置く92人の世襲貴族の一人である。

## 現当主の保有爵位
現当主である第12代ルーカス男爵ラルフ・マシュー・パーマーは、以下の爵位を有している。
- 第12代クラッドウェルのルーカス男爵(12th Baron Lucas of Crudwell)
(1663年5月6日の勅許状によるイングランド貴族爵位)

- 第8代ディンゴール卿(8th Lord Dingwall)
(1609年6月8日の勅許状によるスコットランド貴族爵位)

## 一覧

### ルーカス男爵(第1期)
- 初代ルーカス男爵ジョン・ルーカス（英語版）(1606–1671),
- 第2代ルーカス男爵チャールズ・ルーカス (1631–1688)
- 第3代ルーカス男爵ロバート・ルーカス（英語版） (1649頃–1705)

### ルーカス男爵(第2期)
- 初代ルーカス女男爵（ケント伯爵夫人）メアリー・グレイ（?-1702）
- 第2代ルーカス男爵（初代ケント公爵・初代グレイ侯爵）ヘンリー・グレイ（1671-1740）（1740年ケント公爵位等廃絶）
- 第3代ルーカス男爵アンソニー・グレイ（1695-1723）（繰上勅書によるもの）
- 第4代ルーカス女男爵（第2代グレイ女侯爵）ジェマイマ・ヨーク（1722-1797）（1797年グレイ侯爵位廃絶）
- 第5代ルーカス女男爵（初代ド・グレイ女伯爵）アマベル・ヒューム=キャンベル（1751-1833）
- 第6代ルーカス男爵（第2代ド・グレイ伯爵）トーマス・フィリップ・ド・グレイ（1781-1859）
- 第7代ルーカス女男爵（クーパー伯爵夫人）アン・フロレンス・クーパー（1806-1880）
- 第8代ルーカス男爵（第7代クーパー伯爵・第4代ディンゴール卿・第3代バトラー男爵）フランシス・トーマス・ド・グレイ・クーパー（1834-1905）（1871年ディンゴール卿・バトラー男爵位回復。1905年クーパー伯爵位廃絶、バトラー男爵位停止）
- 第9代ルーカス男爵（第5代ディンゴール卿）オベロン・トーマス・ハーバート（英語版） （1876-1916）
- 第10代ルーカス女男爵（第6代ディンゴール女卿）ナン・イーノ・クーパー（英語版）（1880-1958）
- 第11代ルーカス女男爵（第7代ディンゴール女卿）アン・ローズマリー・パーマー（1919-1991）
- 第12代ルーカス男爵（第8代ディンゴール卿）ラルフ・マシュー・パーマー（英語版）（1951- ）

爵位の法定推定相続人は、現当主の長男ルイス・エドワード・パーマー閣下（1987-）。

### 註釈
1. ↑  第2代オーモンド公ジェームズ・バトラーは、1715年にジャコバイト蜂起参加のかどで私権剥奪処分（英語版）を受けて、すべての爵位を没収された。その2代公の娘の玄孫にあたる8代男爵フランシスは剥奪された爵位のうち、女系継承が可能なバトラー男爵位とディンゴール卿位に関する請願を行っていた。
2. ↑  バトラー男爵は1666年創設のイングランド貴族爵位であり、ディンゴール卿は1609年創設のスコットランド貴族爵位。
3. ↑  オベロンは、7代女男爵アンの次女フローレンスの長男にあたる。フローレンスは第3代カーナヴォン伯爵ヘンリーの次男と結婚したため、その息子の彼は同伯爵家の男系子孫。
4. ↑  出典元の『デブレッツ貴族名鑑』では、アンソニー・グレイを歴代男爵に数えない代数（現当主が11代男爵）となっているが、本記事では数える考え方を採ることから、現当主は12代男爵となる。